# Dubai Tennis Championships 2023 - Qualificazioni singolare maschile
Le qualificazioni del singolare del Dubai Tennis Championships 2023 sono state un torneo di tennis preliminare per accedere alla fase finale. I vincitori dell'ultimo turno entrano di diritto nel tabellone principale. In caso di ritiro di uno o più giocatori aventi diritto a questi subentrano gli alternate, coloro che vengono ammessi al tabellone principale a causa dell'assenza di un lucky loser che possa sostituire il giocatore ritirato.

## Teste di serie
1. Quentin Halys (ultimo turno, lucky loser)
2. Márton Fucsovics (primo turno)
3. Il'ja Ivaška (primo turno)
4. Zhang Zhizhen (primo turno)

1. Christopher O'Connell (qualificato)
2. Roman Safiullin (primo turno)
3. Francesco Passaro (ultimo turno, lucky loser)
4. Matteo Arnaldi (ultimo turno, lucky loser)

## Qualificati
1. Christopher O'Connell
2. Tomáš Macháč

1. Pavel Kotov
2. Aleksandar Lazarov

### Lucky Losers
1. Quentin Halys
2. Matteo Arnaldi

1. Francesco Passaro
2. Aleksandr Ševčenko

## Tabellone

### Legenda
| - Q = Qualificato - WC = Wild card - LL = Lucky loser | - ALT = Alternate - SE = Special Exempt - PR = Protected Ranking | - w/o = Walkover - r = Ritirato - d = Squalificato |

### Sezione 1
|  | Primo turno | Primo turno           | Primo turno           | Primo turno | Primo turno |  |  | Ultimo turno | Ultimo turno          | Ultimo turno          | Ultimo turno | Ultimo turno |  |
|  |             |                       |                       |             |             |  |  |              |                       |                       |              |              |  |
|  | 1           | Quentin Halys         | 4                     | 6           | 3           |  |  |              |                       |                       |              |              |  |
|  |             | Nikoloz Basilašvili   | 6                     | 3           | 0r          |  |  | 1            | Quentin Halys         | Quentin Halys         | 6            | 64           |  |
|  | WC          | Kareem Al Allaf       | Kareem Al Allaf       | 3           | 4           |  |  | 5            | Christopher O'Connell | Christopher O'Connell | 7            | 7            |  |
|  | 5           | Christopher O'Connell | Christopher O'Connell | 6           | 6           |  |  |              |                       |                       |              |              |  |

### Sezione 2
|  | Primo turno | Primo turno      | Primo turno    | Primo turno | Primo turno |  |  | Ultimo turno | Ultimo turno   | Ultimo turno   | Ultimo turno | Ultimo turno |  |
|  |             |                  |                |             |             |  |  |              |                |                |              |              |  |
|  | 2           | Márton Fucsovics | 6              | 2           | 4           |  |  |              |                |                |              |              |  |
|  |             | Tomáš Macháč     | 4              | 6           | 6           |  |  |              | Tomáš Macháč   | Tomáš Macháč   | 6            | 6            |  |
|  | WC          | Simon Carr       | Simon Carr     | 5           | 4           |  |  | 8            | Matteo Arnaldi | Matteo Arnaldi | 0            | 1            |  |
|  | 8           | Matteo Arnaldi   | Matteo Arnaldi | 7           | 6           |  |  |              |                |                |              |              |  |

### Sezione 3
|  | Primo turno | Primo turno        | Primo turno | Primo turno | Primo turno |  |  | Ultimo turno | Ultimo turno       | Ultimo turno | Ultimo turno | Ultimo turno |  |
|  |             |                    |             |             |             |  |  |              |                    |              |              |              |  |
|  | 3           | Il'ja Ivaška       | 6           | 62          | 2           |  |  |              |                    |              |              |              |  |
|  |             | Aleksandr Ševčenko | 4           | 7           | 6           |  |  |              | Aleksandr Ševčenko | 3            | 0            |              |  |
|  |             | Pavel Kotov        | 5           | 6           | 6           |  |  |              | Pavel Kotov        | 6            | 2            | r            |  |
|  | 6           | Roman Safiullin    | 7           | 2           | 4           |  |  |              |                    |              |              |              |  |

### Sezione 4
|  | Primo turno | Primo turno        | Primo turno        | Primo turno | Primo turno |  |  | Ultimo turno | Ultimo turno       | Ultimo turno       | Ultimo turno | Ultimo turno |  |
|  |             |                    |                    |             |             |  |  |              |                    |                    |              |              |  |
|  | 4           | Zhang Zhizhen      | Zhang Zhizhen      | 1           | 65          |  |  |              |                    |                    |              |              |  |
|  | WC          | Aleksandar Lazarov | Aleksandar Lazarov | 6           | 7           |  |  | WC           | Aleksandar Lazarov | Aleksandar Lazarov | 7            | 7            |  |
|  | PR          | Yuki Bhambri       | Yuki Bhambri       | 1           | r           |  |  | 7            | Francesco Passaro  | Francesco Passaro  | 5            | 5            |  |
|  | 7           | Francesco Passaro  | Francesco Passaro  | 4           |             |  |  |              |                    |                    |              |              |  |